# Oleksandr Batyuk
Oleksandr Batyuk (né le 14 janvier 1960) est un fondeur soviétique, de nationalité ukrainienne.

## Palmarès

### Jeux olympiques
| Épreuve / Édition | Sarajevo 1984 | Calgary 1988 |
| 15 km             | 10e           | 15e          |
| 50 km             | 16e           |              |
| 4 × 10 km         | Argent        |              |

### Championnats du monde
| Épreuve / Édition | Oslo 1982 | Seefeld 1985 | Oberstdorf 1987 |
| 15 km             | 5e        | 13e          | 8e              |
| 30 km             |           | 14e          |                 |
| 50 km             | 4e        | 11e          |                 |
| 4 × 10 km         | Or        |              | Argent          |

### Coupe du monde
- Meilleur classement final: 13e en 1983.
- Meilleur résultat: 5e